# 소니 드림 머신

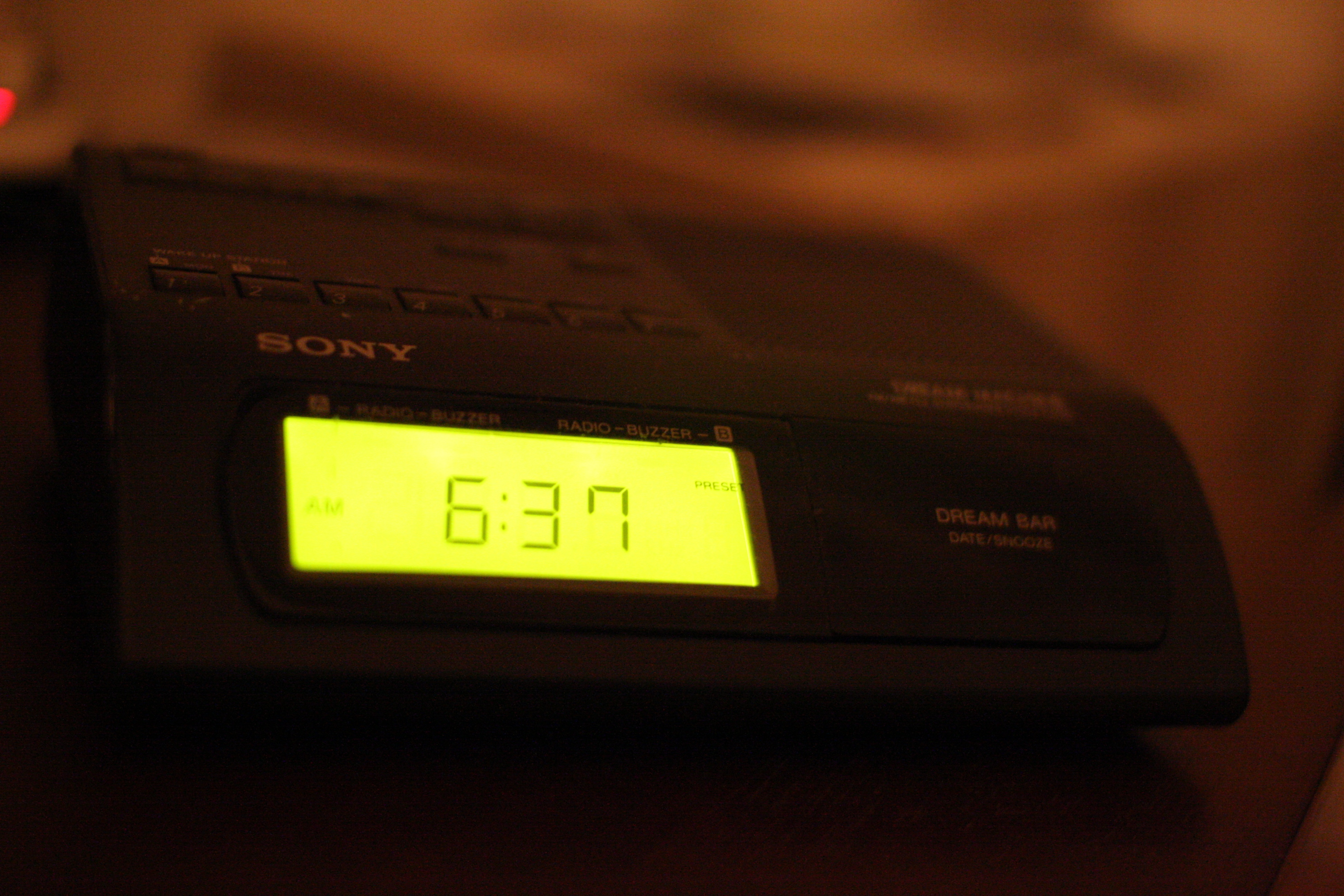
소니 드림 머신

소니 드림 머신(영어: Sony Dream Machine)은 소니의 라디오 알람 시계의 상표명으로 1950년대부터 발매된 ICF 시리즈의 총칭이다. 2010년 이후부터는 대시로 통합되어 발매되고 있다.

## 같이 보기
- 소니